# Lucien Rebuffic
Lucien Rebuffic, (Paris, 22 de dezembro de 1924 - Caen,4 de janeiro de 1997) basquetebolista francês que integrou a seleção francesa que conquistou a medalha de prata disputada nos XIV Jogos Olímpicos de Verão realizados em Londres no ano de 1948.